# Mexikanische Badmintonmeisterschaft 1976
Die Mexikanische Badmintonmeisterschaft 1976 fand in Mexiko-Stadt statt. Es war die 30. Auflage der nationalen Titelkämpfe von Mexiko im Badminton.	

## Sieger und Finalisten
| Disziplin    | Gold                                      | Silber                                        |
| ------------ | ----------------------------------------- | --------------------------------------------- |
| Herreneinzel | Roy Díaz González                         | keine Daten                                   |
| Dameneinzel  | María Esther Luna Felix                   | María de la Paz Luna Félix                    |
| Herrendoppel | Roy Díaz González Jorge Palazuelos        | Victor Jaramillo Ricardo Jaramillo            |
| Damendoppel  | Melida Castelazo Susana Zarate            | María Antonieta Rivas María Esther Luna Felix |
| Mixed        | Roy Díaz González María Esther Luna Feliz | Ricardo Jaramillo María de la Paz Luna Félix  |